# ديوبندية
الديوبنديَّة هي حركة إسلامية سنيّة محافظة، تلتزم بالمذهب الحنفي في الفقه الإسلامي. تأسست في أواخر القرن التاسع عشر حول دار العلوم في مدينة ديوبند بالهند، حيث اشتق اسمها من هذه المدينة، كان ذلك على يد مجموعة من العلماء، من بينهم محمد قاسم الناتوتوي، رشيد أحمد الكنكوهي، أشرف علي التهانوي، وخليل أحمد السهرنفوري، وذلك عقب ثورة 1857–58 الهندية ضد الاستعمار البريطاني. عارضت الحركة تأثير الثقافات غير الإسلامية على المسلمين في جنوب آسيا، وسعت إلى الحفاظ على التعاليم الإسلامية التقليدية.
وكان لها دور رائد في تطوير التعليم الديني من خلال «الدرس النظامي»، وهي منهجية تعليمية مرتبطة بالأئمة والعلماء من منطقة فرنكي محل في لكهنؤ، بهدف الحفاظ على التعاليم الإسلامية التقليدية ضد التأثيرات الحديثة والعلمانية التي كانت سائدة خلال الحكم البريطاني. أسست جمعيّة علماء الهند الجناح الديني للدوبيندية في الهند في عام 1919 ولعبت دورًا بارزًا في حركة الاستقلال الهندية من خلال مشاركتها في حركة الخلافة الإسلامية العالمية ونشر مبدأ «القومية المركبة»، الذي يدعو إلى الوحدة بين مختلف الطوائف والمجموعات الدينية في الهند.
تتبنى الحركة الديوبندية مبدأ «التقليد» في الفقه، وهو الالتزام باتباع مدرسة فقهية محددة، وتحديدًا المذهب الحنفي. وقد تأثر مؤسسا الحركة، النانوتوي والكنكوهي، بأفكار العالم الإسلامي الهندي البارز، إسماعيل الدهلوي (1779-1831)، الذي كان شخصية صوفية بارزة تدعو إلى الإصلاح الديني والفقهي. في بداياتها، انخرط علماء الديوبند في نقاشات ومناظرات عقائدية مع علماء مسيحيين وهندوس، بهدف الدفاع عن الإسلام ومواجهة التحديات الفكرية والثقافية التي كانت سائدة في تلك الفترة. كما كان لهذه المناظرات دور في تشكيل وعي شعبي لمقاومة الاستعمار البريطاني.
ركز علماء «جمعية علماء الهند»، بشكل خاص، على مناقشة قضايا التنوع الثقافي في الهند، ومعارضة فكرة تقسيم الهند، انطلاقًا من رؤيتهم الاستراتيجية لأهمية الحفاظ على الحرية الدينية للمسلمين في الهند الموحدة.
انتشرت الحركة من الهند إلى باكستان وأفغانستان وبنغلاديش، ثم وصلت إلى المملكة المتحدة ولها وجود أيضًا في جنوب أفريقيا. ومع ذلك، فإن الأفرع الباكستانية والأفغانية والمدارس الأصلية في الهند أصبحت أقل اتصالًا منذ تقسيم الهند عام 1947 بسبب الأسباب السياسية المرتبطة بالحدود الهندية-الباكستانية. يتسم أتباع الحركة الدوبيندية بالتنوع الكبير؛ فمنهم من يدعو إلى اللاعنف ومنهم من يتخذ موقفًا متشددًا ومسلحًا.

## شخصيات بارزه من الديوبندية
- ملا عمر، سياسي افغاني ومؤسس حركه طالبان والزعيم الروحي للحركه[8]
- رشيد أحمد الكنكوهي، عالِم من أهل الهند[9]
- محمود حسن الديوبندي، عالِم هندي في الفقه والحديث ويلقبه اتباعه بشيخ الهند[10]
- عبد الغني برادر، النائب الأول لإمارة أفغانستان الإسلامية[11]
- فيوض الرحمن الديوبندي، عالِم هندي
- ذو الفقار علي الديوبندي، كاتب هندي
- محمد شفيع الديوبندي، عالم من أهل باكستان
- عزيز الرحمن الديوبندي، عالِم هندي

## مؤلفات عن الحركة
1. "الحركة الدوبيندية: نشأتها وتطورها" – عبد الله بن عبد الرحمن الجبرين.
2. "الإحياء الإسلامي في الهند: دراسة في الفكر الدوبيندي" – محمد عبد المنعم البنا.
3. "الدوبيندية: تاريخها وأثرها في العالم الإسلامي" – عبد الكريم الخطيب.
4. "الفكر الإسلامي في الهند: الحركة الدوبيندية أنموذجًا" – عبد الفتاح أبو غدة.
5. "الحركات الإسلامية في جنوب آسيا: دراسة تحليلية" – محمد سعيد رمضان البوطي.

## وصلات خارجية
- أساس مذهب علماء ديوبند